# Carlia munda
Carlia munda — вид сцинкоподібних ящірок родини сцинкових (Scincidae). Ендемік Австралії.

## Поширення й екологія
Carlia munda широко поширені на півночі Австралії, від півночі Західної Австралії через Північну Територію до Північного і Східного Квінсленду. Окрема популяція мешкає в регіоні Пілбара в Західній Австралії. Carlia munda живуть у різноманітних природних середовищах, зокрема в сезонно сухих тропічних лісах, у сухих склерофітних лісах і чагарниках, у чагарникових заростях спініфексу на прибережних дюнах, порослих рослинністю.